# Leopold von Edelsheim-Gyulai
Leopold svobodný pán von Edelsheim, od roku 1866 Edelsheim-Gyulai (německy Leopold Wilhelm Freiherr von Edelsheim-Gyulai, maďarsky báró Edelsheim-Gyulai Lipót Vilmos, 10. května 1826 Karlsruhe – 27. března 1893 Budapešť) byl rakousko-uherský generál. V c. k. armádě sloužil jako dobrovolník od roku 1842, jako důstojník jezdectva se vyznamenal v několika válkách a obdržel řadu ocenění včetně prestižního Řádu Marie Terezie. Rozvoji a výcviku jezdetva se věnoval ve funkci generálního inspektora jezdectva (1869–1874) a nakonec byl dlouholetým zemským velitelem v Uhrách (1874–1886). V roce 1866 byl adoptován svým strýcem generálem Ferencem Gyulaiem a přijal jméno Edelsheim-Gyulai. Díky dědictví po rodu Gyulaiů se stal významným pozemkovým vlastníkem v Uhrách a kromě dlouholeté funkce velitele v Budapešti se tak zařadil mezi uherskou šlechtu, byl též členem Sněmovny magnátů.

## Životopis

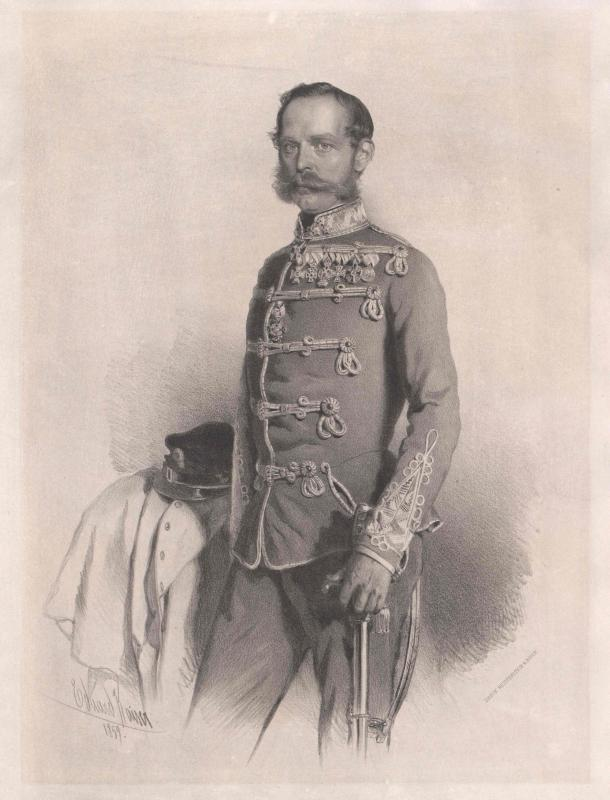
Plukovník Leopold von Edelsheim (1859, litografie)

Pocházel ze staré německé šlechtické rodiny nobilitované v 17. století. Narodil se jako syn barona Wilhelma von Edelsheim (1774–1840), nejvyššího komořího a vrchního ceremoniáře v Bádensku. Leopold vstoupil v šestnácti letech jako kadet do rakouské armády, kde sloužil u jezdectva a již ve dvaceti letech byl nadporučíkem u 6. husarského pluku v Haliči. Po vypuknutí revoluce v roce 1848 bojoval pod velením generála Jelačiće ve Vídni, poté se vyznamenal v bojích proti maďarským povstalcům. V roce 1851 byl povýšen na majora a byl štábním důstojníkem u 6. moravského kyrysnického pluku. U tohoto regimentu strávil několik let a v roce 1852 byl povýšen na podplukovníka. V roce 1857 dosáhl hodnosti plukovníka a stal se velitelem 10. husarského pluku.

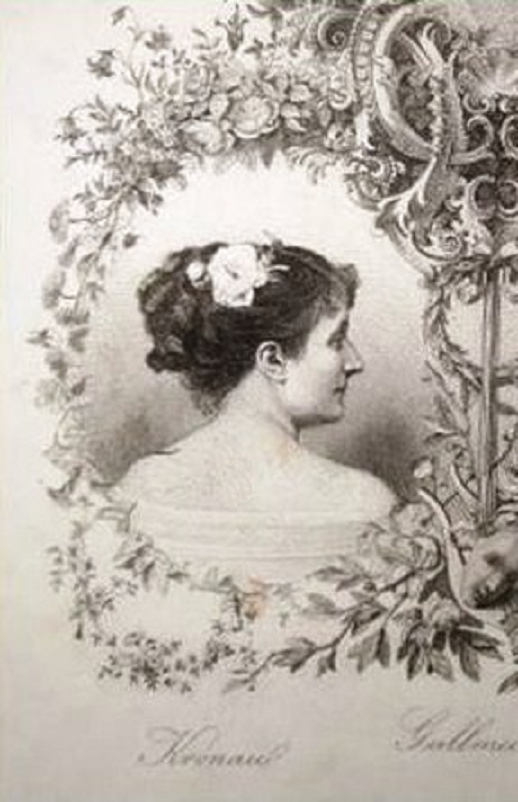
Manželka Friederike Kronau (1841–1918), bývalá herečka vídeňského Burgtheatru

Během války se Sardinií se vyznamenal v několika menších střetnutích jezdectva, především proslul dvěma odvážnými útoky proti Francouzům v bitvě u Magenty a u Solferina. Za účast ve válce byl znovu vyznamenán a poté jako velitel brigády sloužil v Uhrách. V roce 1862 byl povýšen na generálmajora a převzal velení jezdecké brigády v Udine. Znovu vynikl v prusko-rakouské válce, kde v rámci 10. armádního sboru velel lehké jízdní divizi. Bojoval v bitvě u Jičína, ale kvůli rozkazům vrchního velitele Benedeka nedostal příležitost zasáhnout do bitvy u Hradce Králové. Za zásluhy obdržel prestižní Řád Marie Terezie a byl povýšen do hodnosti polního podmaršála, následující dva roky ale zůstal mimo aktivní službu.

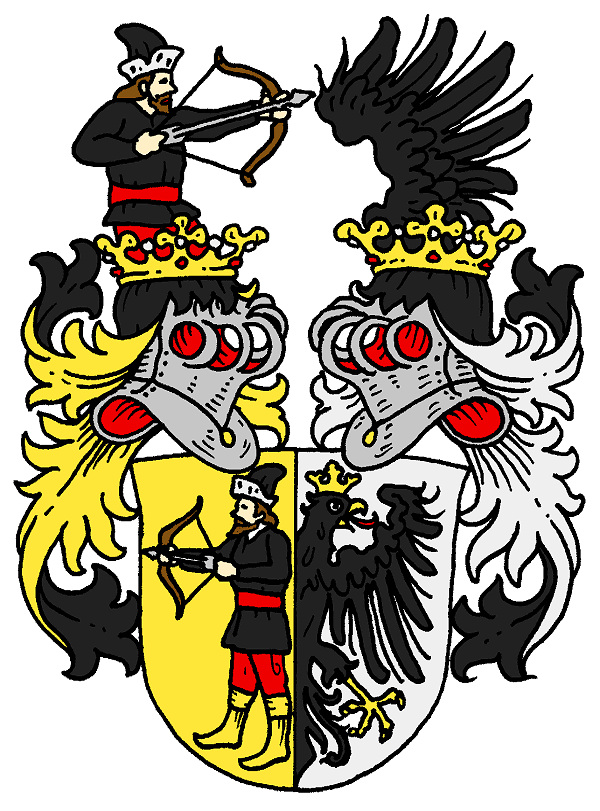
Erb rodu Edelsheim-Gyulai

V letech 1869–1874 zastával funkci generálního inspektora jezdectva, v níž zúročil své dlouholeté zkušenosti ze služby u kavalerie. Zasloužil se o zlepšení stavu rakousko-uherského jezdectva, velkou pozornost věnoval chovu a výcviku koní. Jeho instrukce pro výcvik jezdectva byly přeloženy do několika jazyků a byly používány i v zahraničních armádách. V roce 1874 byl povýšen do hodnosti generála jezdectva. Od roku 1874 byl dlouholetým zemským velitelem v Uhrách, kde se znovu zaměřoval na výcvik jezdeckých jednotek. Po reorganizaci armády se stal velitelem 4. armádního sboru v Budapešti, tj. nadále zůstal zemským velitelem v Uhrách (1883–1886). Na funkci rezignoval v roce 1886 kvůli banálnímu sporu o uctění památky obětí revoluce z roku 1849, kdy se postavil na stranu Maďarů. K datu 1. srpna 1886 byl penzionován a od té doby žil v soukromí.

## Rodinné a majetkové poměry
Po vymřelém rodu Gyulaiů zdědil v roce 1868 velkostatky v několika župách v dnešním Maďarsku, Rumunsku a na Slovensku. Velkostatky měly rozlohu přibližně 8 700 hektarů půdy a patřilo k nim několik šlechtických sídel. Jedním z rodových sídel byl zámek Horné Lefantovce vzniklý přestavbou bývalého kláštera paulánů. V Horných Lefantovcích byla postavena také rodová hrobka.
Jeho manželkou byla Friederike Kronau (1841–1918), populární herečka Burgtheatru a osobnost vídeňské společnosti. Datum sňatku není známo, pravděpodobně k němu ale došlo až po narození syna Leopolda (1863–1928). Ten byl po otci dědicem statků a členem Sněmovny magnátů, v roce 1906 byl povýšen do hraběcího stavu s původním predikátem vymřelého rodu Gyulaiů (Graf Edelsheim-Guylai von Marosnémeth und Nádaska). Friederike Kronau se po ovdovění podruhé provdala za generála prince Rudolfa Ferdinanda z Lobkowicz (1840–1908), který byl také zemským velitelem v Uhrách. Friederike Kronau byla nakonec pohřbena po boku svého prvního manželka v rodinné hrobce v Horných Lefantovcích.
Leopoldovi starší bratři zastávali vysoké funkce v Bádensku. Baron Ludwig von Edelsheim (1823–1872) se uplatnil jako diplomat, v letech 1861–1865 byl bádenským vyslancem v Rakousku a poté státním ministrem ve vládě Bádenského velkovévodství. V důsledku událostí prusko-rakouské války v roce 1866 odstoupil a dožil v soukromí. Další bratr Wilhelm von Edelsheim (1824–1894) byl nejvyšším hofmistrem bádenské velkovévodkyně Luisy.

## Tituly a ocenění

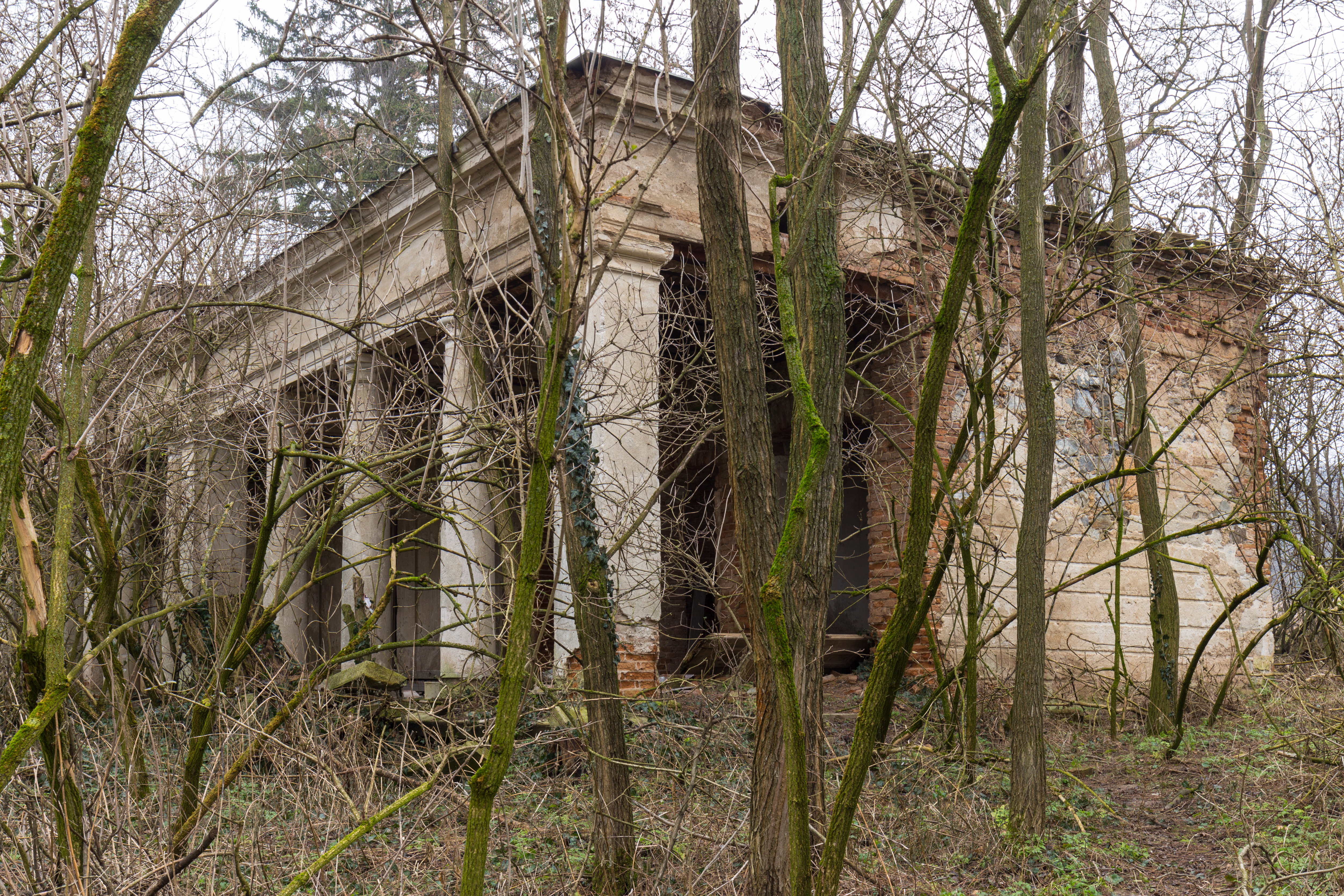
Hrobka rodu Edelsheim-Gyulai (Horné Lefantovce), Slovensko

Od narození užíval šlechtický titul svobodného pána, který byl rodině udělen v roce 1706. V roce 1866 byl adoptován svým strýcem generálem Ferencem Gyualiem a přijal jméno Edelsheim-Gyulai. V roce 1856 byl jmenován c. k. komořím a v roce 1873 obdržel titul c. k. tajného rady s nárokem na oslovení Excelence. Od roku 1867 byl čestným majitelem 4. husarského pluku dislokovaného v Sibiu. V roce 1882 mu byl potvrzen baronský titul pro Uherské království a jako dědic statků vymřelého rodu Gyulaiů získal také dědičné členství ve Sněmovně magnátů. Během vojenské kariéry obdržel řadu vyznamenání v Rakousku i od zahraničních panovníků.

### Rakousko-Uhersko
- velkokříž Leopoldova řádu (1886)
- Řád železné koruny I. třídy (1875)
- rytířský kříž Řádu Marie Terezie (1860)
- rytířský kříž Leopoldova řádu s válečnou dekorací (1859)
- Řád železné koruny III. třídy s válečnou dekorací (1859)
- Vojenský záslužný kříž (1850)

### Zahraničí
- Řád svaté Anny I. třídy (Rusko)
- Řád sv. Stanislava (Rusko)
- Řád červené orlice II. třídy (Prusko)
- velkodůstojník Řádu čestné legie (Francie)
- velkokříž Řádu rumunské hvězdy (Rumunsko)
- Řád zähringenského lva (Bádensko)
- rytíř Řádu Albrechtova (Sasko)
- Záslužný řád bavorské koruny (Bavorsko)